# Chlorobyrrhulus insuetus
Chlorobyrrhulus insuetus là một loài bọ cánh cứng trong họ Byrrhidae. Loài này được Sharp miêu tả khoa học năm 1883.